# (35955) 1999 KS17
1999 KS17 (asteroide 35955) é um asteroide da cintura principal. Possui uma excentricidade de 0.09193920 e uma inclinação de 3.28808º.
Este asteroide foi descoberto no dia 17 de maio de 1999 por CSS em Catalina.